# Jack and the Beanstalk (1922)
Jack and the Beanstalk é um curta-metragem animado lançado em setembro de 1922, produzido pelo estúdio Laugh-O-Gram, fundado por Walt Disney em Kansas City, antes de sua falência em julho de 1923. É baseado na fábula inglesa João e o Pé de Feijão.